# Anastasios Donis
Anastasios Donis (Blackburn, 29 de agosto de 1996) es un futbolista griego que juega de delantero en el Aris Salónica F. C. de la Superliga de Grecia. Es internacional con la selección de fútbol de Grecia.

## Selección nacional
Donis fue internacional sub-19 y sub-21 con la selección de fútbol de Grecia, antes de convertirse en internacional absoluto en 2017 en un partido amistoso frente a la selección de fútbol de Bosnia y Herzegovina el 9 de junio de 2017.
El 21 de marzo de 2019 marcó su primer gol con la selección en un partido de clasificación para la Eurocopa 2020 frente a la selección de fútbol de Liechtenstein.

## Clubes
| Club                      | País         | Año       |
| ------------------------- | ------------ | --------- |
| Juventus F. C.            | Italia       | 2015-2017 |
| F. C. Lugano (cedido)     | Suiza        | 2015-2016 |
| O. G. C. Niza (cedido)    | Francia      | 2016-2017 |
| VfB Stuttgart             | Alemania     | 2017-2020 |
| Stade de Reims (cedido)   | Francia      | 2019-2020 |
| Stade de Reims            | Francia      | 2020-2023 |
| VVV-Venlo (cedido)        | Países Bajos | 2021      |
| APOEL de Nicosia (cedido) | Chipre       | 2022-2023 |
| APOEL de Nicosia          | Chipre       | 2024-2025 |
| Aris Salónica F. C.       | Grecia       | 2025-     |

## Palmarés

### Títulos nacionales
| Título                     | Club             | País   | Año  |
| -------------------------- | ---------------- | ------ | ---- |
| Primera División de Chipre | APOEL de Nicosia | Chipre | 2024 |